# 韋勒山 (維多利亞地)
77°51′S 160°29′E / 77.850°S 160.483°E
韋勒山（英語：Mount Weller），是南極洲的山峰，位於維多利亞地的斯科特海岸，屬於夸特梅因山脈的一部分，海拔高度2,420米，在1961年由新西蘭命名，現時由南極條約體系管理。